# Citroën Jumpy II
Les Citroën Jumpy/Dispatch II, Peugeot Expert II, Fiat Scudo II et Toyota ProAce sont des véhicules utilitaires légers construits sur la base des monospaces Peugeot 807 - Citroën C8 - Fiat Ulysse, ils sont produits depuis 2007 par PSA et Fiat Professional, rejoints par Toyota en 2012. Un léger restylage a été réalisé cette même année.

## Présentation
Les Citroën Jumpy/Dispatch II, Peugeot Expert II et Fiat Scudo II sont des véhicules utilitaires légers commercialisés à partir de janvier 2007. Fruits d'une collaboration entre les groupes PSA et Fiat, ils reçoivent à leur sortie le trophée International Van of the Year 2008. Mi-2012, PSA signe un accord avec Toyota pour lui revendre des véhicules, que le japonais rebadge et renomme Toyota ProAce.
Entièrement revue par rapport à ses prédécesseurs Jumpy/Dispatch, Expert et Scudo, cette nouvelle génération voit ses dimensions nettement s'agrandir, ce qui la rapproche de concurrents tels que le Renault Trafic, et ses clones Nissan Primastar et Opel/Vauxhall Vivaro. Le design, confié à Pininfarina, reste dans la lignée de l'ancien modèle mais apparaît plus dynamique, et la présentation intérieure se veut plus flatteuse et mieux finie. L'habitacle profite en outre d'un large pare-brise et de nombreux rangements, et le volant est réglable en hauteur et en profondeur. Il peut offrir jusqu'à 9 places assises.

## Caractéristiques techniques
Le Jumpy-Dispatch /Expert/Scudo propose 2 longueurs (4,8 à 5,13 m), 2 hauteurs (1,94 à 2,28 m), et 2 empattements (3 à 3,12 m). Ainsi le volume de chargement varie entre 5,6, ou 7 m3, et la charge utile peut aller de 1 000 à 1 200 kg. En option, il dispose d’une suspension pneumatique à hauteur constante, ce qui permet d'ajuster le seuil de chargement de quelques cm (-5 à +6 cm), particulièrement pratique lorsque l'on charge à l'aide d'une rampe.
Il existe aussi une version châssis-cabine permettant d'accueillir des transformations (par exemple: cellule frigorifique); cette version est basée sur la version longue et fournit une longueur carrossable de 2 618 mm et une largeur carrossable de 2 100 mm, pour une charge utile de 1 200 kg.

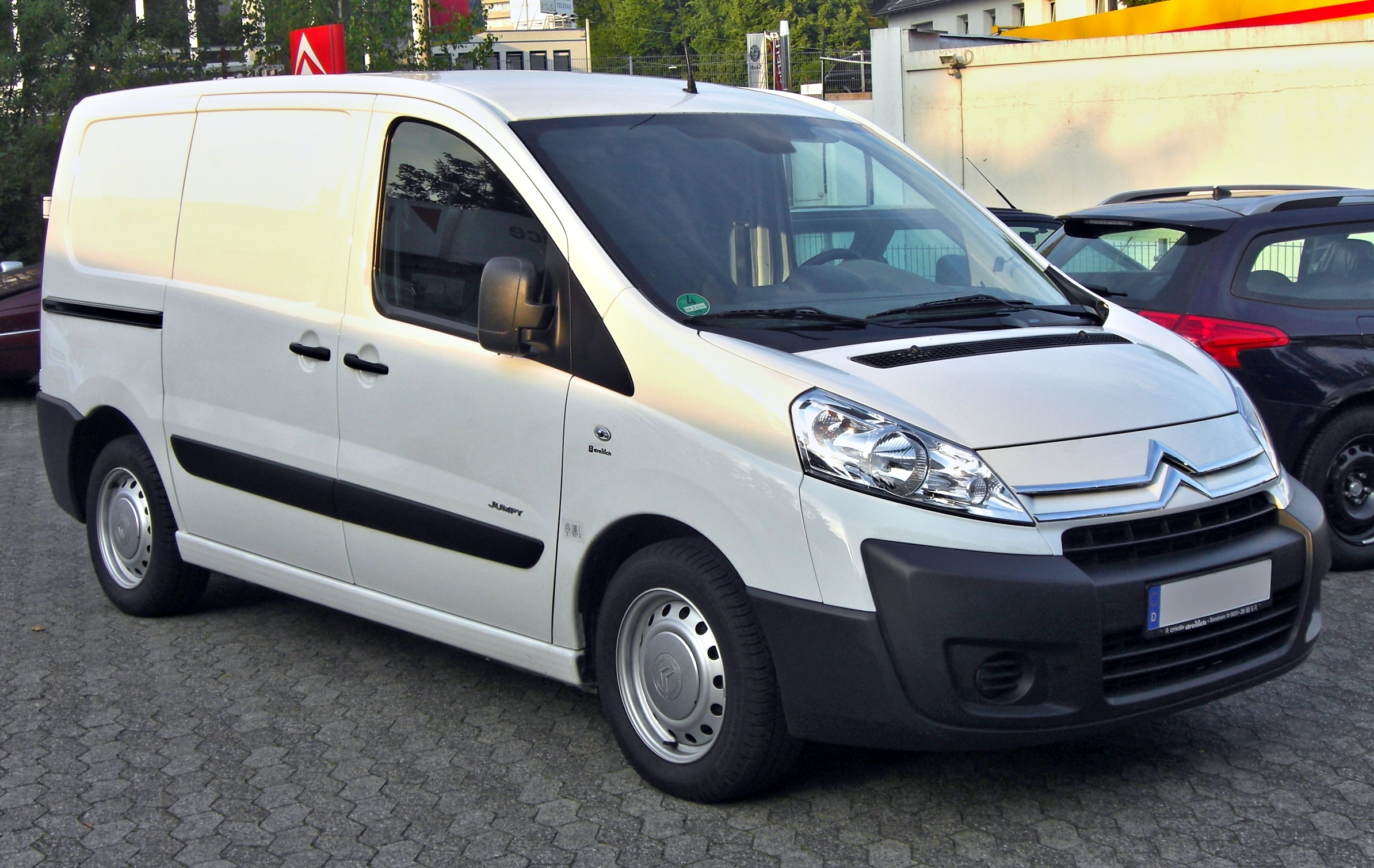
Citroën Jumpy II
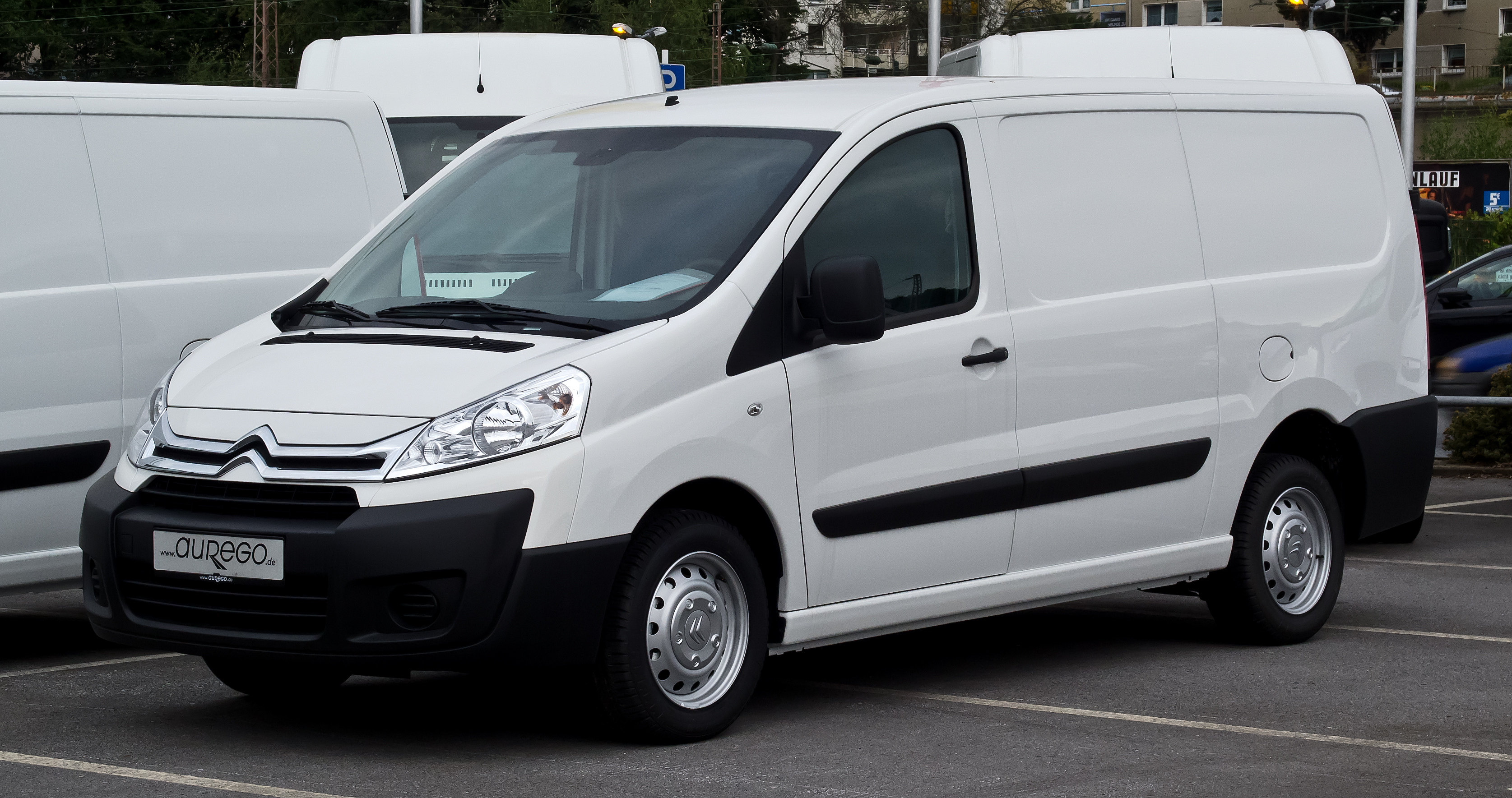
Citroën Jumpy II facelift 2012
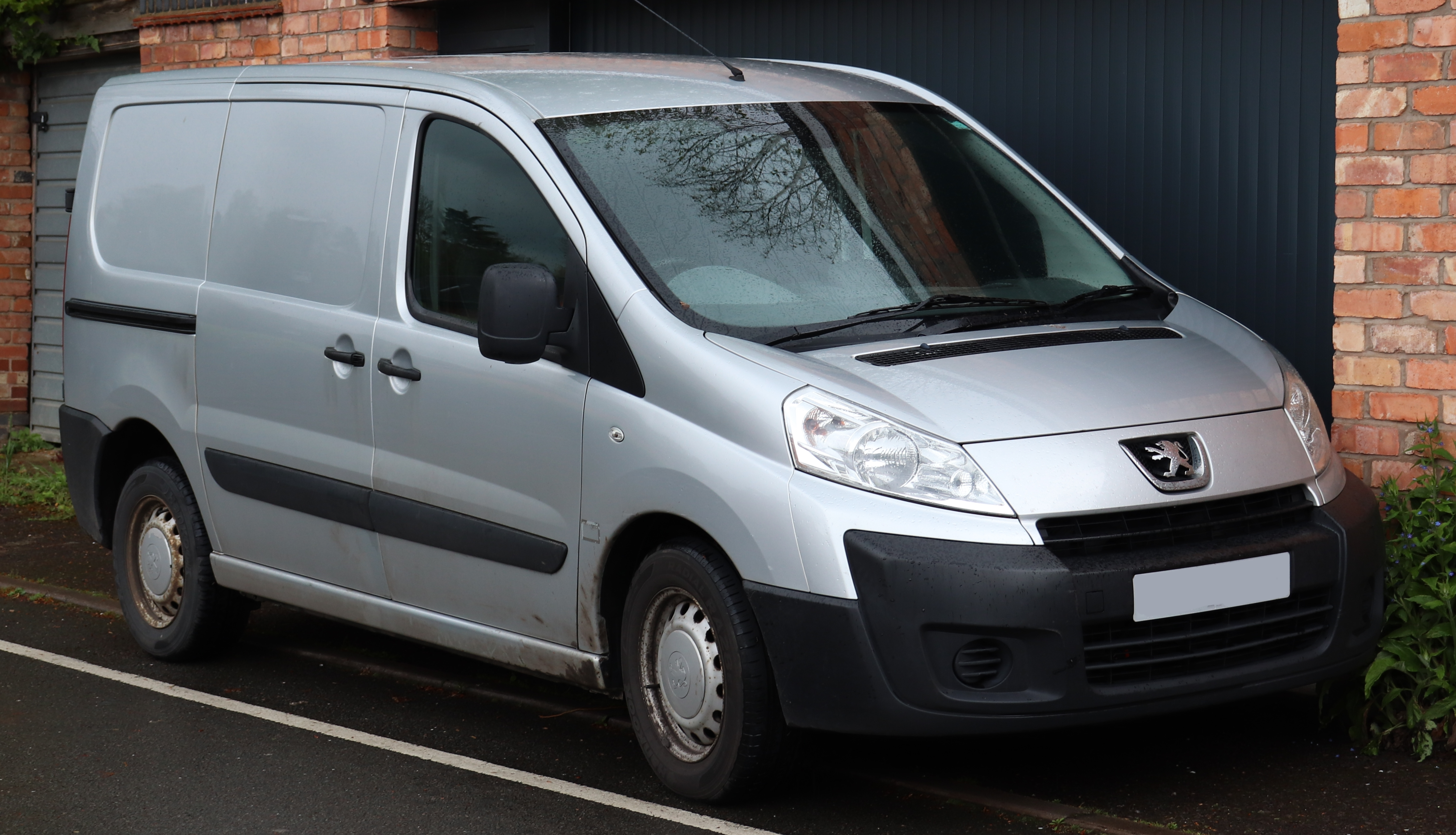
Peugeot Expert II

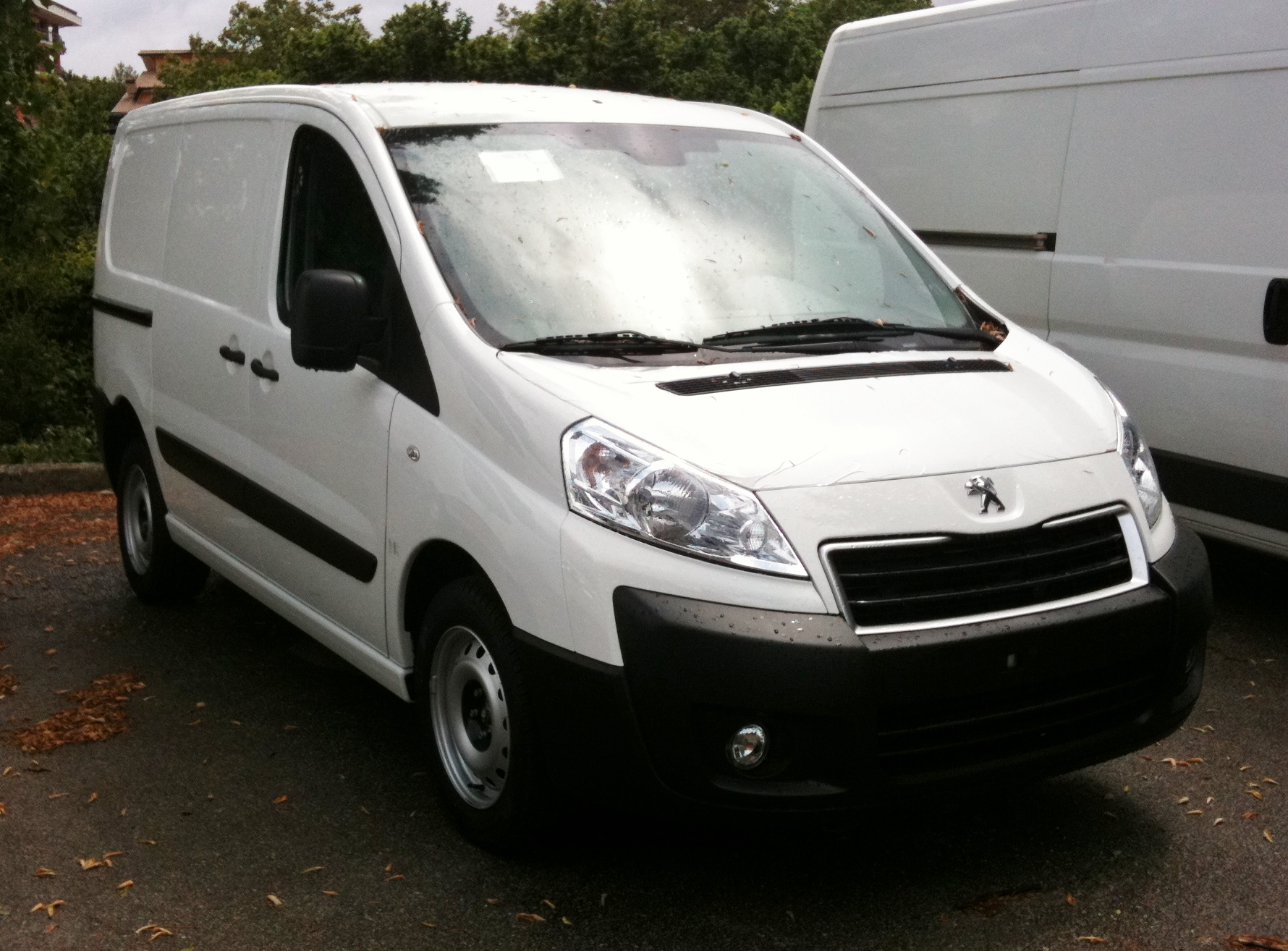
Peugeot Expert II facelift 2012
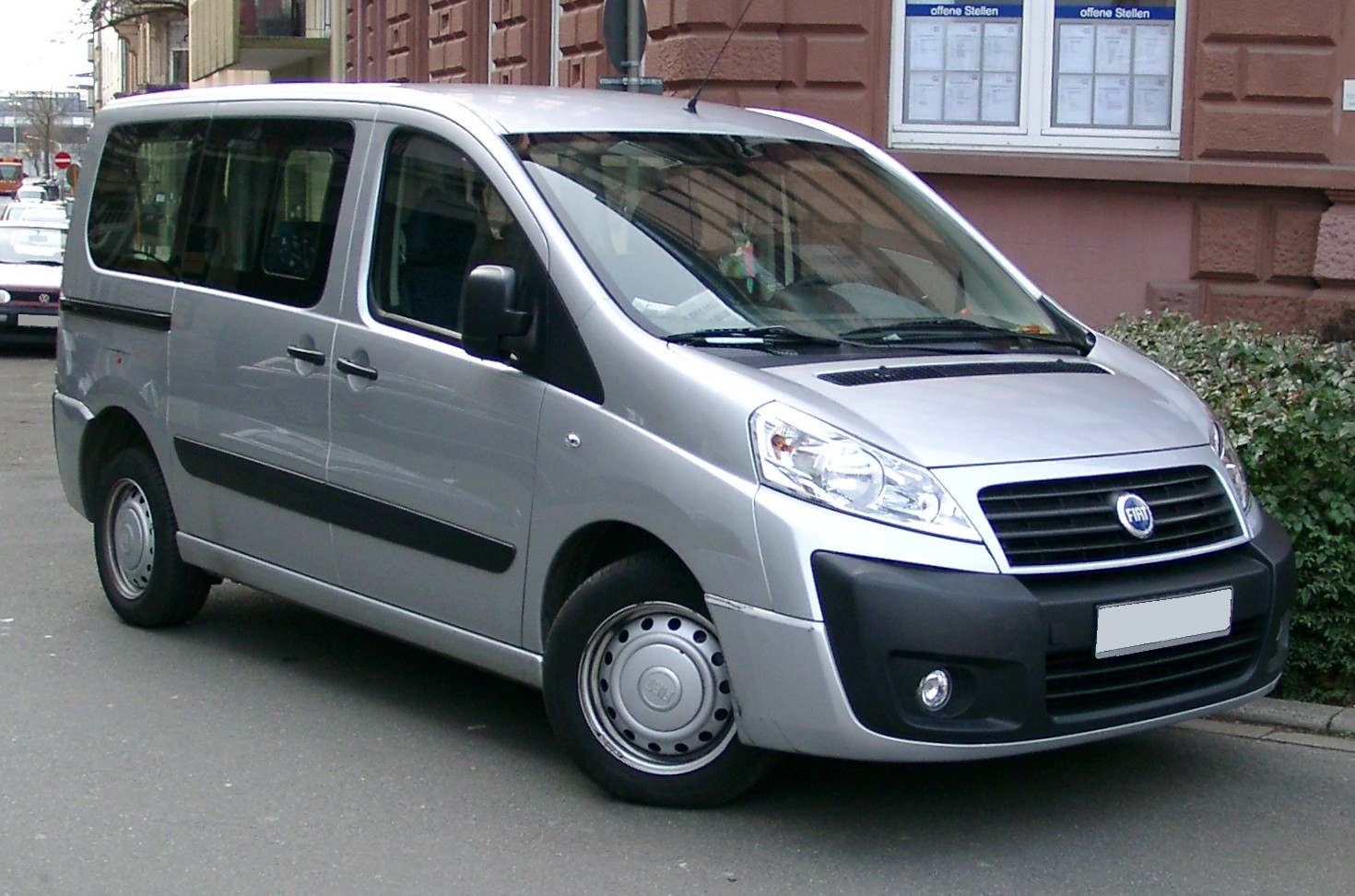
Fiat Scudo II
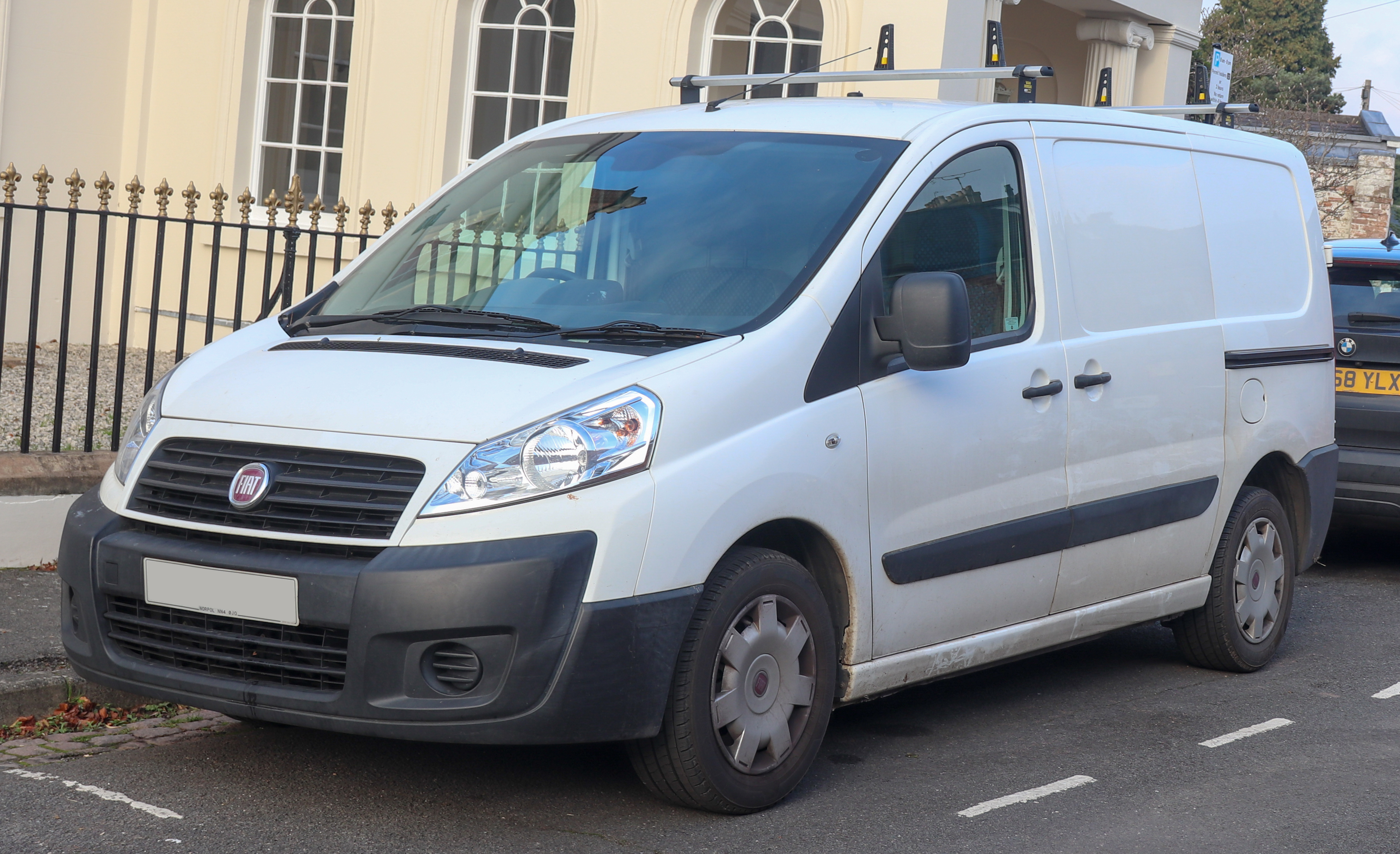
Fiat Scudo II facelift 2009
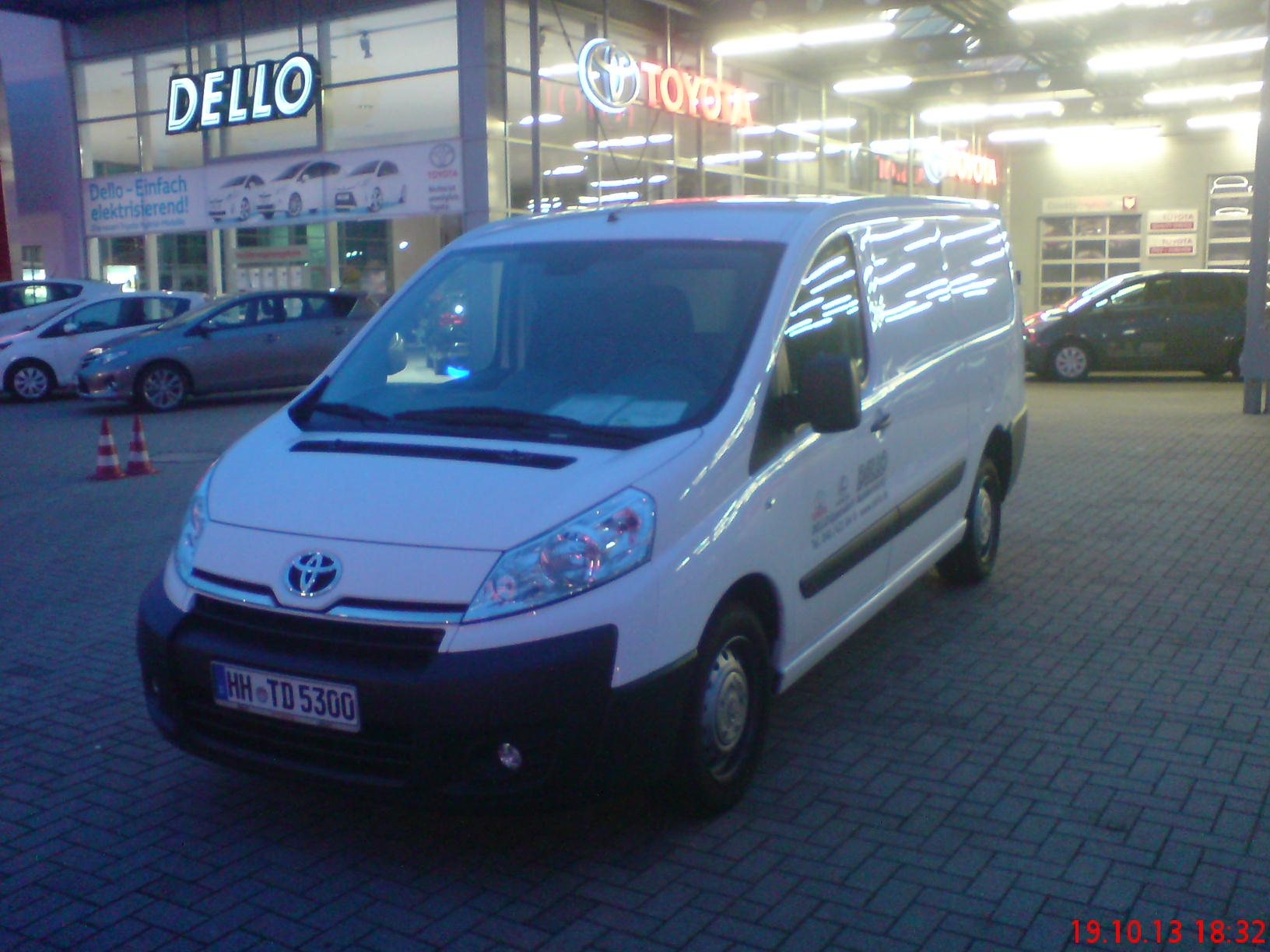
Toyota ProAce

## Motorisations
Toutes les motorisations sont uniquement diesel d'origine PSA :
- 1,6 HDi 90 ch
- 2,0 HDi 120 ch
- 2,0 HDi 140 ch
- 2,0 HDi 160 ch

## Restylage
À partir du printemps 2012, le Peugeot Expert connaît un léger restylage qui s'accompagne d'une offre motorisation améliorée :  
- nouvelle face avant, intégrant les nouveaux codes stylistiques Peugeot : le nouvel emblème de la Marque (que l'on retrouve sur le coussin de volant, les enjoliveurs de roue, etc.), une nouvelle calandre portant un jonc chromé autour de l'entrée d'air et intégrant le nouveau monogramme Peugeot.
- motorisations Euro 5 avec des  performances CO2 améliorées (2.0 l HDi 120 kW (163 ch) BVM6, qui donne 172 g/km CO2, soit 6,6 l/100 km, pour l'Expert Tepee (norme VP), et 168 g/km CO2, soit 6,4 l/100 km, pour le fourgon Expert (norme VU);
- boîte automatique à 6 rapports sur le moteur 2.0 l HDi 163 ch;
- ouverture de versions ‘ Shuttle’ particulièrement adaptées au transport de personnes avec bagages;
- équipements réglementaires et/ou de sécurité : détection de sous-gonflage, Grip control (ABS évolué et adaptatif), limiteur de vitesse.

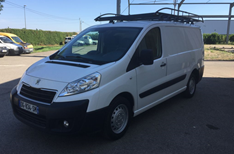
Peugeot Expert restylé.

Simultanément, le Citroën Jumpy/Dispatch se voit doter d'une nouvelle calandre avant correspondant à la nouvelle identité de la marque Citroën, les chevrons étant noyés dans la ligne supérieure de la calandre qui se prolonge jusqu'aux optiques avant. Tous les emblèmes de marque sont renouvelés (coussin de volant, arrière du véhicule). La teinte "brun Hickory" est introduite, de même qu'une option "peinture intégrale" permettant de mettre en couleur caisse les pare-chocs et les baguettes latérales, ce qui, avec des jantes alliage 16 pouces et des vitres teintées, donne le niveau "Exclusive". Le Citroën Jumpy/Dispatch dispose par ailleurs des mêmes motorisations et des mêmes équipements que le Peugeot Expert.
À noter que Fiat n'a pas suivi et que le Scudo ne dispose donc ni des améliorations stylistiques, ni des améliorations de la consommation ou des équipements liées à ce restylage.
À la suite du départ annoncé de l'italien, PSA et Toyota ont signé un accord précisant que PSA fournirait à Toyota des véhicules utilitaires légers sous la marque Toyota dérivés des Peugeot Expert et Citroën Jumpy/Dispatch, respectivement, produit à SEVEL Nord. Ce nouveau véhicule se nomme Toyota ProAce.

## Distinctions
- International Van of the Year 2008
- Prix Habitabilité/Modularité pour le Peugeot Expert lors de l’Élection du taxi de l’année 2012/2012 organisée par l’Officiel du Taxi[3].